# Ceracis dixiensis
Ceracis dixiensis là một loài bọ cánh cứng trong họ Ciidae. Loài này được Tanner miêu tả khoa học năm 1934.